# باماگا
باماگا (به انگلیسی: Bamaga) یک شهرک در استرالیا است که در Northern Peninsula Area Region واقع شده‌است.